# Bless the Beasts and Children

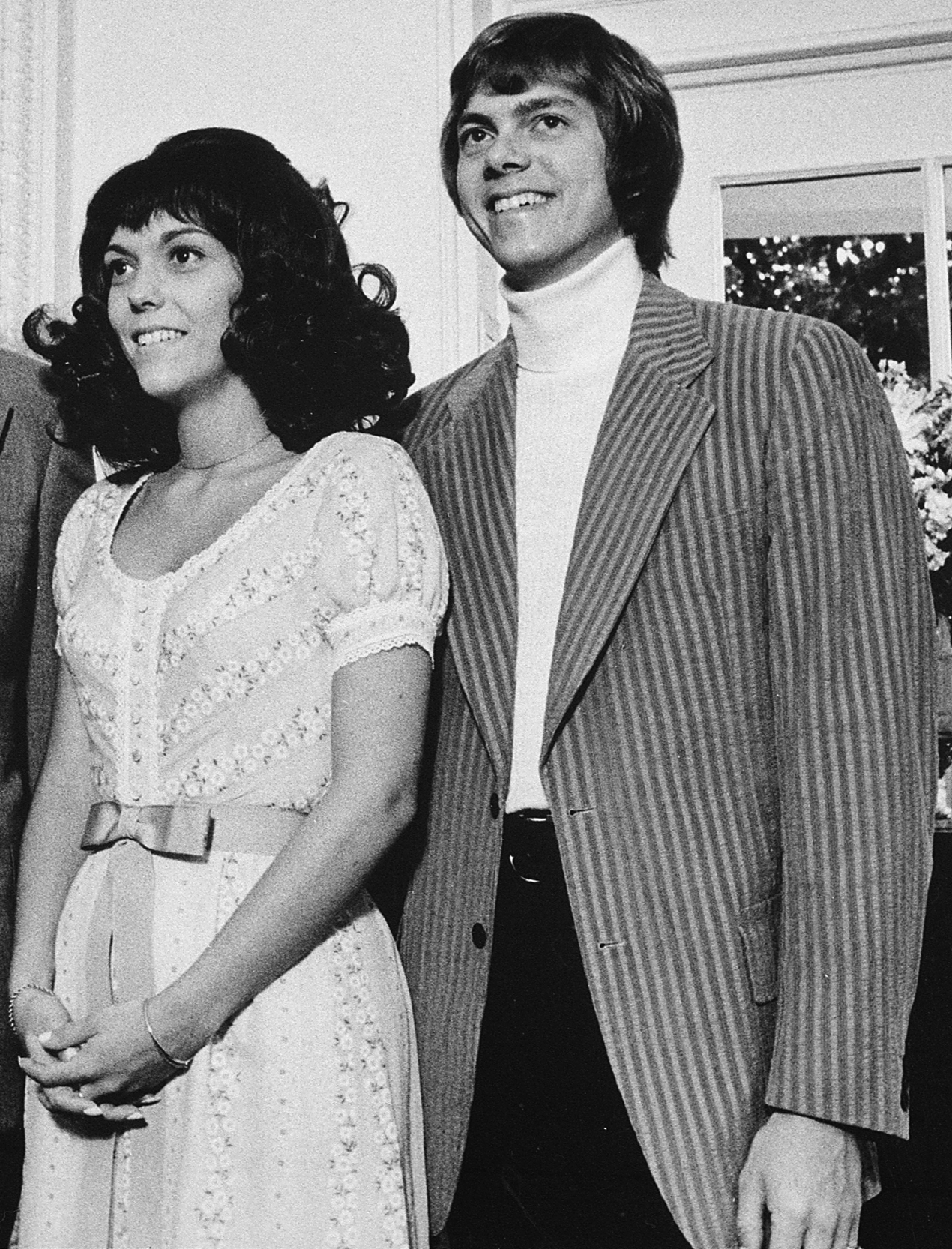
Die Carpenters (1972)

Bless the Beasts and Children ist ein Popsong der Carpenters. Er wurde 1971 von Barry De Vorzon und Perry Botkin junior geschrieben, die dafür im Folgejahr eine Oscar-Nominierung erhielten. Das Lied ist der Titelsong des Soundtracks zu Stanley Kramers Filmdrama Denkt bloß nicht, daß wir heulen (Originaltitel	Bless the Beasts and Children).

## Entstehung
Nach den Dreharbeiten zu seinem Film Denkt bloß nicht, daß wir heulen wandte sich Regisseur Stanley Kramer mit der Bitte um einen Soundtrack an den Komponisten Barry De Vorzon, mit dem er bereits zuvor bei Kampf den Talaren zusammengearbeitet hatte. Barry De Vorzon wiederum bildete zu dieser Zeit ein Team mit dem befreundeten Arrangeur Perry Botkin junior. Beide übernahmen den Auftrag und wurden dabei unter anderem zu Autoren des Titelsongs Bless the Beasts and Children.
Barry De Vorzon erhielt von Kramer das Drehbuch und schrieb darauf aufbauend den Song in seinem Wochenendhaus in Lake Arrowhead, Kalifornien. Nach eigenen Angaben komponierte er zunächst eine „wunderschöne Melodie“ und verfasste anschließend einen Liedtext mit ausführlichen Beschreibungen davon, was Tieren und Kindern alles angetan wird. Am nächsten Tag fand er jedoch, dass dies nicht zu der Melodie passte und schrieb stattdessen einen einfacheren Text, der einem Segen („Blessing“) ähnelt und darum bittet, Tiere und Kinder zu beschützen.
Auf Vorschlag von Barry De Vorzon hin entschied sich Kramer für die Carpenters als potentielle Interpreten, nachdem er sie bei den Grammy Awards im März 1971 erstmals gesehen hatte. Er kontaktierte sie telefonisch während einer Aufnahme zu ihrem selbstbetitelten dritten Studioalbum und sie vereinbarten ein Treffen im Sands in Las Vegas, wo das Duo zu dieser Zeit einen Auftritt hatte. Laut Bandbiografien war Richard Carpenter überrascht und beeindruckt von der Anfrage des ihm bekannten Regisseurs, befürchtete aber gleichzeitig, dass der Song nicht zum Stil der Carpenters passen würde. Nach Anhören der mitgebrachten Demoaufnahme waren seine Bedenken jedoch ausgeräumt. Im April 1971 spielten er und Karen Carpenter Bless the Beasts and Children innerhalb weniger Tage ein, um Kramers Deadline einzuhalten.

## Inhalt
Der Song Bless the Beasts and Children beginnt mit einer von Doug Strawn auf der Klarinette gespielten Melodie, die durch ein elektronisches Gibson Maestro Woodwind Sound System im Oboe-Modus nachbearbeitet wurde. Dieser Teil erfuhr mehrfach Veränderungen: in der Soundtrack-Version spielt ihn Richard Carpenter auf dem Wurlitzer Electric Piano mit Tremolo, wodurch er einen Vibraphon-ähnlichen Klang erzeugt. Für einen Remix aus dem Jahr 1985 spielte ihn Earl Dumler auf einer Oboe ein.
Der einem Gebet ähnelnde Liedtext fordert dazu auf, Tiere und Kinder zu schützen und zu lieben. Karen Carpenter singt ihn in einem flehenden Ton, wobei sie von chorartigem Hintergrundgesang und einer Hammondorgel unterstützt wird.
Hal Blaine spielte im Originalsong die Schlagzeug-Übergänge. Dieser Teil wurde für den 1985er Remix neu eingespielt. Während die ersten Versionen des Songs langsam ausklingen, endet der 1991er Remix (Kompilation The Essential Collection 1965–1997) mit einem Klavierakkord.

## Veröffentlichung
Bless the Beasts and Children erschien 1971 sowohl als B-Seite der Carpenters-Single Superstar als auch in drei verschiedenen Versionen (zwei davon instrumental) auf dem Soundtrack Bless The Beasts & Children zu dem Film Denkt bloß nicht, daß wir heulen bei A&M Records. Zudem war der Song der erste Track auf der B-Seite des vierten Albums der Carpenters, A Song For You (1972). Später erschien er – mitunter in Form eines Remix’ – auf mehreren ihrer Best-Of-Kompilationen wie beispielsweise The Ultimate Collection (Universal, 2006) und 40/40 (A&M, 2009).

## Erfolg
Bless the Beasts and Children stieg am 4. Dezember 1971 auf Platz 89 in die Billboard Hot 100 ein. Der Song hielt sich dort zunächst 13 Wochen als B-Seite unter der Bezeichnung Superstar/Bless the Beasts and Children. Nach einer Kampagne des Vertriebs, um die Radiosender zum bevorzugten Abspielen des Songs zu bringen und somit die bevorstehende Oscarverleihung zu beeinflussen, erreichte Bless the Beasts and Children eine eigenständige Platzierung in den Hot 100 und verblieb dort weitere acht Wochen als A-Seite. Seine höchste Position erreichte er mit Platz 67 am 15. Januar 1971. Außerdem wurde der Song sechs Wochen in den Billboard Top 40 Easy Listening Charts aufgeführt, wo er bis auf Platz 26 kam.
Bless the Beasts and Children war für einen Oscar in der Kategorie Bester Song nominiert. Im Gegensatz zu For All We Know (1970) wurden die Carpenters zur Oscarverleihung 1972 eingeladen und trugen ihren Song selbst vor. Dieser verlor jedoch gegen das Instrumentalstück Theme from Shaft, was Richard Carpenter nach eigenen Aussagen nicht überraschte. Er lobte Theme from Shaft, kritisierte jedoch dessen Kategorisierung, denn es sei nicht wirklich ein Song. Bless the Beasts and Children war der letzte Filmsong, den die Carpenders aufnahmen.

## Coverversionen
Der Song wurde von mehreren Künstlern gecovert, darunter Shirley Bassey (1972), Ed Ames (1972), The Ventures (1974), Belinda Carlisle (1991) und 4 Non Blondes (1994).